# 범상어
범상어(Odontaspis ferox)는 악상어목 치사상어과에 속하는 상어의 일종이다. 희귀종이다. 전 세계의 따뜻한 바다에 널리 분포하며, 표층에서 수심 약 900m까지의 심해에 서식한다. 길이 4.5m에 달하는 대형 상어이다. 겉모습은 샌드타이거상어와 비슷하지만, 치사상어가 더 크며, 등지느러미의 균형도 다르다. 번식하는 방식은 잘 알려져 있지않지만, 식란형(食卵型) 난태생이며 산란기에 동족을 서로 잡아먹는 것으로 추정하고 있다.